# Ен-Нуґат ель-Хумс (муніципалітет)
27°02′ пн. ш. 14°26′ сх. д. / 27.033° пн. ш. 14.433° сх. д.
Ен-Нуґат ель-Хумс (араб النقاط الخمس‎) — муніципалітет в Лівії. Адміністративний центр — місто Зуара. Площа — 6 089 км². Населення — 287 662 осіб (2006).

## Географічне розташувння
На півночі і північному заході Ен-Нуґат-ель-Хумс омивається водами Середземного моря. Усередині країни межує з такими муніципалітетами: Ез-Завія (схід), Налут (південний захід), Ель-Джабал-ель-Ґарбі (південний схід).